# Olympische Sommerspiele 1976/Kanu – Zweier-Kajak 1000 m (Männer)
Die Wettkämpfe im Zweier-Kajak über 1000 Meter bei den Olympischen Sommerspielen 1976 wurde vom 29.–31. Juli auf der Île Notre-Dame ausgetragen.
Es wurden jeweils drei Vorläufe, Hoffnungsläufe und Halbfinals ausgetragen, bis nach dem Finale das sowjetische Boot mit Serhij Nahornyj und Uladsimir Ramanouski als Olympiasieger feststand.

## Ergebnisse

### Vorläufe
Die jeweils ersten drei Boote qualifizierten sich für die Halbfinals, die restlichen Boote für die Hoffnungsläufe.

#### Vorlauf 1
| Rang | Athleten                          | Nation           | Zeit        |
| ---- | --------------------------------- | ---------------- | ----------- |
| 1    | Jean-Pierre Burny Paul Hoekstra   | Belgien          | 3:33,23 min |
| 2    | Zdeněk Bohutínský Ladislav Souček | Tschechoslowakei | 3:35,94 min |
| 3    | Lasar Christow Borislaw Borissow  | Bulgarien        | 3:35,94 min |
| 4    | Rudolf Blass Erich Pasch          | BR Deutschland   | 3:41,53 min |
| 5    | Steve King Denis Barré            | Kanada           | 3:42,72 min |
| 6    | Juan Bostelmann Hermelindo Soto   | Mexiko           | 3:44,00 min |
| 7    | Danio Merli Giorgio Sbruzzi       | Italien          | 3:51,03 min |
| 8    | Hui Cheong Ng Hin Wan             | Hongkong         | 4:22,64 min |

#### Vorlauf 2
| Rang | Athleten                             | Nation             | Zeit        |
| ---- | ------------------------------------ | ------------------ | ----------- |
| 1    | Zoltán Bakó István Szabó             | Ungarn             | 3:30,50 min |
| 2    | Serhij Nahornyj Uladsimir Ramanouski | Sowjetunion        | 3:31,11 min |
| 3    | Guillermo del Riego José Seguín      | Spanien            | 3:33,79 min |
| 4    | Bruce Barton Peter Deyo              | Vereinigte Staaten | 3:36,17 min |
| 5    | John Leonard Rod Gavin               | Neuseeland         | 3:37,09 min |
| 6    | John Southwood Adrian Powell         | Australien         | 3:37,35 min |
| 7    | Policarp Malîhin Larion Serghei      | Rumänien           | 3:39,75 min |
| 8    | Morten Opsahl Andreas Orheim         | Norwegen           | 3:41,51 min |

#### Vorlauf 3
| Rang | Athleten                        | Nation         | Zeit        |
| ---- | ------------------------------- | -------------- | ----------- |
| 1    | Bernd Olbricht Joachim Mattern  | DDR            | 3:31,94 min |
| 2    | Anders Andersson Lars Andersson | Schweden       | 3:34,43 min |
| 3    | Ryszard Tylewski Daniel Wełna   | Polen          | 3:36,57 min |
| 4    | Hans Mayr Günther Pfaff         | Österreich     | 3:40,82 min |
| 5    | Arend Bloem Lodewijk Jacobs     | Niederlande    | 3:42,88 min |
| 6    | Ian Pringle Howard Watkins      | Irland         | 3:53,33 min |
| 7    | Stephen Brown Norman Mason      | Großbritannien | 3:54,64 min |
| 8    | Jean-Paul Hanquier Alain Lebas  | Frankreich     | 4:00,72 min |

### Hoffnungsläufe
Die ersten drei Boote des Hoffnungsläufe erreichten die Halbfinals.

#### Hoffnungslauf 1
| Rang | Athleten                     | Nation         | Zeit        |
| ---- | ---------------------------- | -------------- | ----------- |
| 1    | Danio Merli Giorgio Sbruzzi  | Italien        | 3:31,53 min |
| 2    | Morten Opsahl Andreas Orheim | Norwegen       | 3:33,24 min |
| 3    | Rudolf Blass Erich Pasch     | BR Deutschland | 3:33,40 min |
| 4    | Ian Pringle Howard Watkins   | Irland         | 3:33,54 min |
| 5    | John Leonard Rod Gavin       | Neuseeland     | 3:35,28 min |

#### Hoffnungslauf 2
| Rang | Athleten                        | Nation             | Zeit        |
| ---- | ------------------------------- | ------------------ | ----------- |
| 1    | Policarp Malîhin Larion Serghei | Rumänien           | 3:32,86 min |
| 2    | Jean-Paul Hanquier Alain Lebas  | Frankreich         | 3:33,92 min |
| 3    | Bruce Barton Peter Deyo         | Vereinigte Staaten | 3:36,32 min |
| 4    | Arend Bloem Lodewijk Jacobs     | Niederlande        | 3:39,05 min |
| 5    | Juan Bostelmann Hermelindo Soto | Mexiko             | 3:35,38 min |

#### Hoffnungslauf 3
| Rang | Athleten                     | Nation         | Zeit        |
| ---- | ---------------------------- | -------------- | ----------- |
| 1    | Steve King Denis Barré       | Kanada         | 3:30,90 min |
| 2    | John Southwood Adrian Powell | Australien     | 3:36,02 min |
| 3    | Hans Mayr Günther Pfaff      | Österreich     | 3:36,32 min |
| 4    | Stephen Brown Norman Mason   | Großbritannien | 3:37,60 min |
| 5    | Hui Cheong Ng Hin Wan        | Hongkong       | 4:17,25 min |

### Halbfinals
Die ersten drei Boote des Hoffnungsläufe erreichten die Halbfinals.

#### Halbfinale 1
| Rang | Athleten                             | Nation      | Zeit        |
| ---- | ------------------------------------ | ----------- | ----------- |
| 1    | Jean-Pierre Burny Paul Hoekstra      | Belgien     | 3:26,74 min |
| 2    | Serhij Nahornyj Uladsimir Ramanouski | Sowjetunion | 3:27,23 min |
| 3    | Jean-Paul Hanquier Alain Lebas       | Frankreich  | 3;28,48 min |
| 4    | Ryszard Tylewski Daniel Wełna        | Polen       | 3:29,07 min |
| 5    | Hans Mayr Günther Pfaff              | Österreich  | 3:29,45 min |
| 6    | Danio Merli Giorgio Sbruzzi          | Italien     | 3:35,95 min |

#### Halbfinale 2
| Rang | Athleten                         | Nation         | Zeit        |
| ---- | -------------------------------- | -------------- | ----------- |
| 1    | Lasar Christow Borislaw Borissow | Bulgarien      | 3:26,76 min |
| 2    | Zoltán Bakó István Szabó         | Ungarn         | 3:27,62 min |
| 3    | Policarp Malîhin Larion Serghei  | Rumänien       | 3:27,93 min |
| 4    | Anders Andersson Lars Andersson  | Schweden       | 3:28,27 min |
| 5    | John Southwood Adrian Powell     | Australien     | 3:29,19 min |
| 6    | Rudolf Blass Erich Pasch         | BR Deutschland | 3:30,03 min |

#### Halbfinale 3
| Rang | Athleten                          | Nation             | Zeit        |
| ---- | --------------------------------- | ------------------ | ----------- |
| 1    | Bernd Olbricht Joachim Mattern    | DDR                | 3:32,58 min |
| 2    | Steve King Denis Barré            | Kanada             | 3:33,91 min |
| 3    | Guillermo del Riego José Seguín   | Spanien            | 3:34,22 min |
| 4    | Zdeněk Bohutínský Ladislav Souček | Tschechoslowakei   | 3:35,76 min |
| 5    | Morten Opsahl Andreas Orheim      | Norwegen           | 3:36,24 min |
| 6    | Bruce Barton Peter Deyo           | Vereinigte Staaten | 3:41,35 min |

### Finale
| Rang | Athleten                             | Nation      | Zeit        |
| ---- | ------------------------------------ | ----------- | ----------- |
| 1    | Serhij Nahornyj Uladsimir Ramanouski | Sowjetunion | 3:29,01 min |
| 2    | Bernd Olbricht Joachim Mattern       | DDR         | 3:29,33 min |
| 3    | Zoltán Bakó István Szabó             | Ungarn      | 3:30,36 min |
| 4    | Jean-Paul Hanquier Alain Lebas       | Frankreich  | 3:33,05 min |
| 5    | Guillermo del Riego José Seguín      | Spanien     | 3:33,16 min |
| 6    | Jean-Pierre Burny Paul Hoekstra      | Belgien     | 3:33,86 min |
| 7    | Policarp Malîhin Larion Serghei      | Rumänien    | 3:34,27 min |
| 8    | Steve King Denis Barré               | Kanada      | 3:34,46 min |
| 9    | Lasar Christow Borislaw Borissow     | Bulgarien   | 3:37,30 min |